# د. بروكس سميث
د. بروكس سميث (بالإنجليزية: D. Brooks Smith)‏ هو قاضي ومحامي أمريكي، ولد في 4 ديسمبر 1951 في ألتونا في الولايات المتحدة.

## وصلات خارجية
- د. بروكس سميث على موقع إن إن دي بي (الإنجليزية)